# Hortense Félicité de Mailly-Nesle

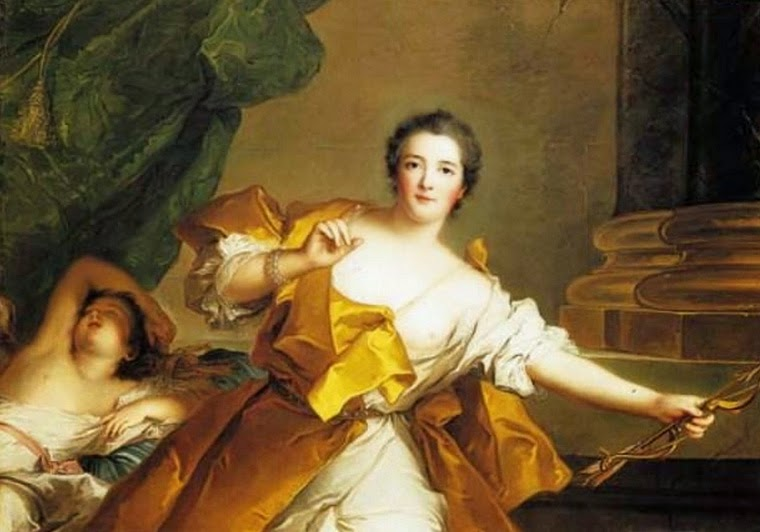
Hortense Félicité de Mailly Jean-Marc Nattier

Hortense Félicité de Mailly-Nesle, född 1715, död 1799, var en fransk hovdam. Hon var en av de berömda fyra systrarna de Nesle som alla utom en var älskarinnor till kung Ludvig XV av Frankrike.  Hon var syster till Louise Julie de Mailly, Pauline Félicité de Mailly-Nesle, Diane Adélaïde de Mailly-Nesle och Marie Anne de Mailly-Nesle.
Hon var dotter till Louis de Mailly, markis av Nesle och Mailly och prins d'Orange (1689-1767) och Armande Félice de La Porte Mazarin (1691 - 1729). Hennes mor var sondotter till Hortense Mancini. Hon gifte sig 1739 med François-Marie de Fouilleuse, marquis de Flavacourt. 
Hon var dame du palais till drottning Marie Leszczynska 1742-1766. Hon var den enda av sina systrar som aldrig blev kungens mätress, men förekom ofta i spekulationer kring positionen. Hon hotades av sin make med att han skulle mörda henne om hon blev det, och sade att hon var glad över att hon var hovdam eftersom det gjorde att hon kunde leva vid hovet, och över att hennes make blev befordrad, så han inte återvände till henne.